# Bulacain
Bulacain (tagalog : Bulacán, prononcé en tagalog : [bula'kαn]) est une province des Philippines.

## Histoire

### Étymologie
L'orthographie « Bulacain » est l'usage préféré de l'Alliance française de Manille et la Francophonie philippine, en réfléchissant la terminologie espagnole pour la gentilé de la province.
L'origine du nom « Bulacán » est contestée, bien qu'il en existe deux théories parmi les historians locaux: le nom peut-être se dérive du tagale bulaklák (fleur) ou de bulak (coton). Une troisième théorie existe, posant que le nom dérive de burak (boue), puisque la province, en particulier les villes côtières, a beaucoup de marécages. En tagale ancien, les lettres « r » et « l » sont des allophones.

### Fondation
Un autre point de désaccord est la date de fondation de la province à cause du manque de la charte royale à ce propos. Le gouvernement provincial pendant la présidence de Josie de la Cruz commissionna le Centre des Études Bulacaines (CEB) pour commencer une recherche à ce sujet et l'étude est toujours encore en cours. Cependant, malgré la non complétude des documents, le Conseil Provincial de Bulacain a émis une ordonnance administrative déclarant 1578 comme l'année de fondation de la province. Ceci est postérieur à la fondation de la ville de  Bulacain (Bulakan), l’ancienne capitale, bien qu'il y eût déjà des colonies et des paroisses espagnoles à Calumpit et à Hagonoy dès les années 1550 et 1560.[citation nécessaire] En 2005 les chercheurs du CEB découvrirent des documents qui appuient cette revendication et pourtant le 15 août 1578 a été déclaré la date de la fondation de Bulacain.

### Le document Dasmarigne
Selon la Relación de encomiendas en las Islas Filipinas (Rapport des charges des Îles Philippines), le premier recensement espagnol aux Philippines, préparé par le gouverneur général Gomès Perès de Dasmarigne, il y eut « 75 000 âmes dans La Pampangue » qui incluait les provinces de Bulacain et Bataan,.
Incluses dans le territoire de La Pampangue est la plupart du sud et ouest de la Luçon centrale d'aujourd'hui, en particulier les provinces de Bulacain, La Pampangue et Bataan. Elle avait quatre charges (espagnol : encomiendas) qui toutes avaient leurs propres maires :
- La mairie de Bitis y Lubao (aujourd'hui les communes de Lubao, Guagua, Floridablanca, Sasmuan, et Santa Rita) ;
- La mairie de Candava (aujourd'hui les communes d’Apalite du Nord, Saint-Simon, Saint-Louis, et Candaba comme capitale) ;
- La mairie de Calonpite (ou en tagale modern, Calumpit, aujourd'hui les communes de Macabé, Masantol, Minaline, Saint-Thomas, Apalit du Sud et de l'Ouest, Hagonoy, Malolos, et Calumpit comme capitale) ;
- La mairie de Bulacain (aujourd'hui les villes de Meycaoualliane et Malolos, et les communes de Guiguinto, Calouilla (Bigaa (aujourd'hui Balagtas)).

L'union des mairies de Calumpit et Bulacain en 1578 provoqua la formation de la province de Bulacain.

### Conquête espagnole

#### Province de la Pampangue
Selon Miguel de Loarca, historien-en-chef du conquistador Miguel López de Legazpi, Luçon se divisait à trois provinces : Manille, Ylocos et la Pampangue. Aux dernières années de XVIe siècle les conquistadores espagnols n'avaient point exploré les territoires au sud de Luçon. La province de la Pampangue comprenait les territoires de Luçon centrale, de la côte occidentale de l'île (aujourd'hui Zambales et Bataan), y compris une grande partie de Bulacain actuel, jusqu'au val de Cagayan. L'Ylocos comprenait les territoires au nord de la rivière Pangasinan, jusqu'aux montagnes de Cordillera et Sierra Madre qui forment les hautes-terres de Luçon. La province de Manille comprenait tous les territoires au sud de Meycaouaillane, sauf la région inexplorée de Bicol.
Jusqu'à la présidence du gouverneur général Sande, Bulacain était encore inclus dans la province de la Pampangue. La distinction entre les sections linguistiques de la Pampangue (la tagale et la pampangues) a été fait pour la première fois en 1586,  dans un compte anonyme d'un soldat espagnol posté à Manille qui devisait Luçon à quatre provinces : Ylocos, Cagayan, Tagale-Pampangue et Camarines-Bicol. Cependant, la province actuel de Bulacain, n'existait point jusqu'à 1590 comme une province administrative des Philippines, bien que les communes tagalophones de la Pampangue sont administrés séparément sous la mairie (alcaldía) de Bulacain,.

#### Encomiendas
Pendant les premières années de la conquête espagnole, les nouveaux territoires sont administrés à travers le système d'encomienda. Les principales encomiendas en Bulacain sont : Bintog, Catangalan, Caluya, Malolos et Guiguinto.
Certains historiens philippins locaux posent que les termes « encomienda » et « provincia » aient la même signification et alors donc la fondation de la province de Bulacain coïncide avec laquelle des premières encomiendas de la région. Cependant, la plupart des historiens bulacains distinguent entre les deux. L'encomienda n'était point une division administrative du pays, comme la « provincia », mais seulement une privilège économique pour les conquistadores.

### Alcaldía deBulakan
Bien que l'on ne sache point la date exacte de la fondation de Bulacain, c'était la tradition des colonisateurs espagnols de coïncider la fondation des villes et communes avec la fête de leur saint-patron. Alors donc, la fête de Notre-Dame l'Assomption le 15 août est la date traditionnelle de la fondation de Bulacain. Selon la Superior Decreto :

« Provincia de Bulacán. Este pueblo se fundó el año de 1578 con la advocación de la Asumpción de Nra. Señora y se halló hoy día con 1 147 habitantes... »

### La République et la Belle Époque de Bulacain

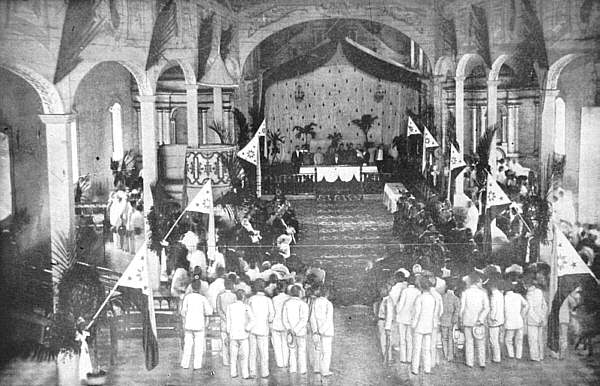
Le Congrès de Malolos à Barasouaïne.

Au plus fort de la crise philippine-espagnole aux années 1890, Bulacain fut l'un de huit provinces à faire les grèves contre l'Espagne. Cependant les premières révoltes se terminèrent en 1897 par le traité des Roches-à-Saint-Michel. Sous les conditions du pacte, les dirigeants de la révolution fussent exilés à Hong Kong. Grâce à la paix illusoire créée par ce pacte, la fin de l'année témoigna de nouveaux troubles parmi les provinces. En 1898, les provinces de Zambalès, Ilocos, la Pampangue, Bulacain, Laguna, Pangasinan, Nouvelle-Écija et Camarines révoltèrent. À Luçon centrale, le gouvernement révolutionnaire s'organisa par le général Francisco Makabulos, dirigeant de La Paz, Tarlac.
La deuxième phase de la revolution éclata en 1898 et elle culmina avec la mise en place de la Première République Philippine à Malolos. Le 1 juin 1898 à minuit le général del Pilar attaqua les chasseurs espagnols à Vieille Bulacain. À l'aube les soldats espagnols cachèrent à l'église Notre-Dame-de-l'Assomption et plus tard y capitulèrent aux révolutionnaires. Le même jour, les forces révolutionnaires libéra Saint-Michel. La libération de Saint-Ildephonse suivit le 10 mai 1898 ; puis laquelle des Roches-à-Saint-Michel le 21 juin 1898 ; et enfin laquelle de Vieille Bulacain le 24 juin 1898. Un traité de capitulation fit en place entre le gouverneur espagnol de Bulacain et le général del Pilar. Ensuite le général Aguinaldo désigna le général del Pilar comme le gouverneur militaire de Bulacain et Nouvelle-Écija le 19 juin 1898. Pour la première fois ce jour, le drapeau philippin fut hissé et l'Hymne national fut joué par le Banda nacional.
Le 22 août 1898 le général Aguinaldo annonça que Malolos sera la capitale des Philippines ; la ville était le siège du gouvernement révolutionnaire d'Aguinaldo le 9 septembre 1898. La cathédrale de Malolos et la Barasouaïne devinrent respectivement le siège de l'exécutif et du législatif.

## Géographie
Bulacain a une superficie totale de 2 796,10 km2, en occupant le sud-ouest de la Luçon Central, au nord de Manille. Elle est bordée par Nouvelle-Écija au nord, Aurora (à Dingalan) au nord-est, Queçon (à Général-Nakar) à l'est,  Riçall (à Rodriguès) au sud-est, La Grande Manille (Valenzuela, Malabonne, Navotas, Caloocanne and Queçon-la-Ville) au sud, le Baie de Manille au sud-ouest, et la Pampangue à l'ouest.
La province a deux rivières principales : l'Angat au nord, qui traverse les communes de Norçagarailles, Angat, Bustos, Saint-Raphaël, Baliouague, Plaridel, Pulilanne et Calumpit ; et la rivière Pampangue au sud, qui traverse Calumpit et Hagonoy. L'Angat est un affluent de la rivière Pampangue et se trouvent là aussi le bassin de drainage et le barrage de l'Angat, l'alimentation principale en eau de l'Île de Luçon métropolitaine.

### Terrain
La province est localisée au sud des Plaines centrales de Luçon. La région est drainée par l'Angat et la Pampangue. La Chaîne Sierra Madre (espagnol : Monts Mariannes) forme les hautes-terres de Bulacain à l'est. Le point le plus élevé de la province est Mont Oriod à Norçagarailles.

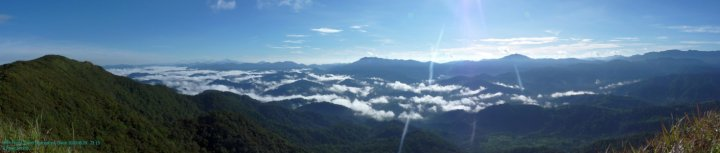
Les Sierra Madre, vus du sommet du mont Oriod.

### Climat
La position topographique de l’île de Luçon et la haute chaîne de montagnes qui la divise du nord au sud, nommée Caraballo, procurent à ces contrées un printemps perpétuel. Cependant deux saisons bien distinctes y règnent en même temps : celle des pluies ou l’hivernage (tag-ulán) et celle des sécheresses ou l’été (tag-araw).
Pendant six mois, depuis juin jusqu’à la fin de novembre, le vent souffle du sud-ouest, et, pendant les autres six mois, du nord-est. On distingue ces deux époques par mousson de sud-ouest (habagat) et mousson de nord-est (amihan).
Pendant la durée de la mousson de sud-ouest, toute la partie de l’île située à l’ouest est dans la saison de l’hivernage, tandis que la partie opposée, à l’est, est dans la saison d’été, et vice versa, lorsque c’est le vent de nord-est qui règne. Celui qui voudrait éviter l’hivernage pourrait employer le même moyen que les Negritos ou Aetas, lesquels changent de localité avec la mousson.
Le vent, dans une mousson ou dans l’autre, vient toujours de la mer. Il est arrêté par la haute chaîne de montagnes. Les nuages qu’il apporte, retenus par cette barrière, grossissent et s’accumulent jusqu’à ce qu’un orage vienne à se former. Alors le tonnerre gronde, la foudre sillonne l’air, la pluie tombe comme si le ciel avait ouvert ses cataractes ; les rivières et les torrents grossis se précipitent dans la plaine, qu’ils fertilisent de tous les détritus et des terres limoneuses qu’ils ont arrachés au flanc des montagnes couvertes de hautes forêts. Mais bientôt le calme se rétablit, les nuages se dissipent, et le soleil luit de tout son éclat. Alors l’air est rafraîchi non-seulement pour les habitants de la région de l’hivernage, mais aussi pour ceux qui, de l’autre côté des montagnes, se trouvent dans la saison des sécheresses, car la brise qu’ils reçoivent a lamé cette fraîcheur dans la région humide qu’elle a parcourue.
Les orages, qui se répètent continuellement pendant la saison de l’hivernage, ne se passent pas toujours comme je viens de l’indiquer : souvent le tonnerre se fait à peine entendre, et la pluie tombe à torrents pendant cinq à six jours sans interruption ; ou bien le vent ne suit pas son cours naturel. Dans moins de vingt-quatre heures, il parcourt tous les points de la boussole ; il se déclare alors des cyclones tropicaux appelés typhon ou tay-foungs.
Généralement, ces grands bouleversements de l’atmosphère arrivent au changement de mousson, pendant la lutte qui se livre entre le vent de nord-est et celui de sud-ouest. À cette époque aussi il survient des calmes de plusieurs jours, pendant lesquels les plus fortes et les plus accablantes chaleurs de l’année se font sentir.

## Démographie
Bulacain compte 3 292 071 d'habitants selon le recensement de 2015. Elle est la deuxième province la plus peuplée des Philippines alors que la répartition de la population et de 3 100 h/km2, la quatrième dans le pays. Le taux de croissance de la population est de 2,73 % en 2007, plus bas que lequel des Philippines. L'âge moyen de la population est 23 ans, en faisant Bulacain un des plus jeunes provinces des Philippines.

### Langues
Bulacane est une part intégrale du Katagalugan (le Tagalie)— le sphère culturel de la langue tagale qui comprend les provinces de Bulacain, Aurora, Nouvelle-Écija et Bataan en Luçon Centrale, Manille (Région Capitale Nationale) et la totalité des Régions de Calabarzon et Mimaropa (ensemble la Région Tagale du Sud) — et donc la langue officielle de la province est le dialecte bulacain du tagale.
Il y a dans la province une présence importante de pampangues, particulièrement au nord dans les communes de Baliouague, Pulilanne et Calumpit. On y parle le pampangue, qui influence significativement leur dialecte tagale.

### Religion
Le catholicisme romain est la religion prédominante en Bulacain, avec 88 % d'adhésion. Néanmoins, il y a plusieurs d'autres dénominations chrétiennes dans la province, notamment les born again, aglipaillannes, presbytériens, mormons et les Témoins de Jehovah. En somme, près de 97 % de la population s'est identifiée elle-même comme chrétienne.
Les musulmans comptent moins de 2 % de la population totale.
Le reste appartient aux religions indigènes, notamment celles d'Ajetas et Doumagates à Saint-Michel, Saint-Raphaël et Norçagarailles.

### Éducation
L'Université de Bulacain est la principale institution éducationnelle de la province. Avec 50 000 étudiants en 2015, distribués entre 17 collèges et 5 campus, elle est la plus grande université en Luçon central.

## Villes et communes
Communes
- Angat
- Balagtas
- Baliuag
- Bocaue
- Vieille Bulacain
- Bustos
- Calumpit
- Doña Remedios Trinidad
- Guiguinto
- Hagonoy
- Marilao
- Norzagaray
- Obando
- Pandi
- Plaridel
- Pômbon
- Pulilan
- Saint-Ildephonse
- Saint-Michel
- Saint-Raphaël
- Sainte-Marie

Villes
- Malolos
- Meycaouaillane
- Saint-Joseph-du-Mont